# El Ángel, Mexiko
El Ángel är en ort i Mexiko.   Den ligger i kommunen Comalcalco och delstaten Tabasco, i den sydöstra delen av landet, 600 km öster om huvudstaden Mexico City. El Ángel ligger 6 meter över havet och antalet invånare är 261.
Terrängen runt El Ángel är mycket platt. Runt El Ángel är det ganska tätbefolkat, med 160 invånare per kvadratkilometer. Närmaste större samhälle är Comalcalco, 3,5 km nordväst om El Ángel. Trakten runt El Ángel består till största delen av jordbruksmark.